# Euscelidia simplex
Euscelidia simplex är en tvåvingeart som först beskrevs av Jacques-Marie-Frangile Bigot 1878.  Euscelidia simplex ingår i släktet Euscelidia och familjen rovflugor. Inga underarter finns listade i Catalogue of Life.